# آسیاب حسین ابراهیم مؤمنی
آسیاب حسین ابراهیم مؤمنی مربوط به دوره قاجار است و در شهرستان استهبان، بخش مرکزی، شمال شهر ایج، داخل تنگه گل آقا، منطقه باغهای بنو، باغ حسین ابراهیم مؤمنی واقع شده و این اثر در تاریخ ۱۵ دی ۱۳۸۷ با شمارهٔ ثبت ۲۴۱۹۴ به‌عنوان یکی از آثار ملی ایران به ثبت رسیده است.